# 徐世浙
徐世浙（1936年10月2日—2012年7月21日），中国地球物理学家。出生于浙江台州。1956年毕业于长春地质学院。2001年当选为中国科学院院士。浙江大学教授。

## 生平
长期从事地球物理科研教学工作。提出用构制保角变换坐标网的方法，将数学上无法用许克变换的任意地形曲线变换为水平线，解决了国内外任意地形磁场、重力场的曲线延拓和电阻率法二维地形改正问题，使地球物理场的计算更加准确和科学。长期致力于地球物理的数值计算方法的研究，是国内外最早将有限元法和边界元法应用于地球物理勘探的研究者之一，有效地解决了许多地球物理计算难题。代表作《地球物理中的有限单元法》、《地球物理中的边界单元法》、《地球物理中的复变函数》。